# 7729 Golovanov

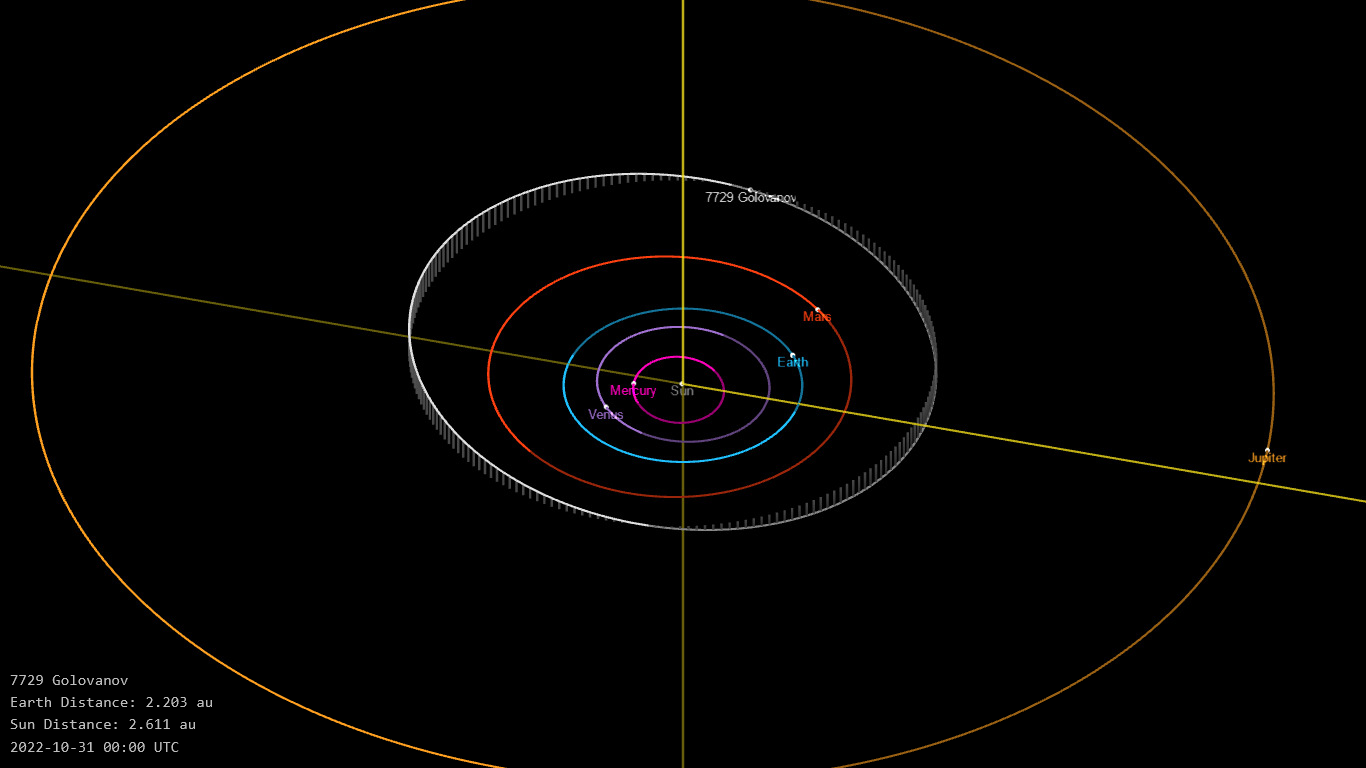
Omloppsbanan för 7729 Golovanov.

7729 Golovanov eller 1977 QY3 är en asteroid i huvudbältet som upptäcktes den 24 augusti 1977 av den rysk-sovjetiske astronomen Nikolaj Tjernych vid Krims astrofysiska observatorium på Krim. Den har fått sitt namn efter den rysk-sovjetiske vetenskapsjournalisten och författaren Jaroslav Golovanov (1932–2003).
Asteroiden har en diameter på ungefär sex kilometer och den tillhör asteroidgruppen Flora.